# Orinats Yerkir
Orinats Yerkir (en armenio: Օրինաց երկիր, literalmente traducido como "País de Ley", anteriormente llamado Renacimiento Armenio (en armenio: Հայկական վերածնունդ, abreviado como ՕԵԿ, OEK)), es un partido político armenio fundado en 1998, por Artur Baghdasarián, quién ha liderado su partido desde su fundación hasta la fecha. En las elecciones parlamentarias de 2007,  obtuvieron 9 escaños en la Asamblea Nacional de 2007, en contraste a los 19 escaños obtenidos en la anteriores elecciones de 2003. Desde 2017, no poseen ninguna representación parlamentaria, tras numerosas derrotas electorales. El nombre del partido varía al ser traducido en otros idiomas, incluyendo País de Ley, Regla de Ley o Gobierno de Ley.
En las elecciones presidenciales de 2008, Baghdasarián se postuló como candidato presidencial, obteniendo el tercer lugar con un 17.7%, según las cifras electorales oficiales.
El partido volvió a ser oposición en 2014, y en 2015, pasó a llamarse Renacimiento Armenio, después de una fusión con el Partido Unificado Armenio, liderado por Ruben Avagyan. Sin embargo, el partido retornó a su nombre original en una reunión realizada el 13 de febrero de 2018.
El partido inicialmente se negó en participar en las elecciones parlamentarias de 2018, debido a que la Asamblea Nacional no aprobó las enmiendas hacia la ley electoral, pero días después decidió registrarse para participar en las elecciones. Obtuvo solo el 0.99% de los votos. Como el resultado fue inferior al umbral del 5% requerido, el partido no obtuvo ninguna representación legislativa en el país.

## Historia electoral
| Elecciones parlamentarias | Elecciones parlamentarias | Elecciones parlamentarias | Elecciones parlamentarias | Elecciones parlamentarias | Elecciones parlamentarias | Elecciones parlamentarias |
| Año                       | Lista del partido         | Lista del partido         | Lista del partido         | Circunscripciones         | Total de escaños          | +/-                       |
| Año                       | Votos                     | %                         | Escaños                   | Circunscripciones         | Total de escaños          | +/-                       |
| ------------------------- | ------------------------- | ------------------------- | ------------------------- | ------------------------- | ------------------------- | ------------------------- |
| 1999                      | 56 807                    | 5.3%                      | 4/56                      | 2/75                      | 6/131                     | -                         |
| 2003                      | 148 381                   | 12.9%                     | 12/56                     | 7/75                      | 19/131                    | 13                        |
| 2007                      | 95 324                    | 7.1%                      | 16/90                     | 0/41                      | 9/131                     | 10                        |
| 2012                      | 83 123                    | 5.5%                      | 5/90                      | 1/41                      | 5/131                     | 4                         |
| 2017                      | 58 265                    | 3.7%                      | 0/105                     | —                         | 0/105                     | 5                         |
| 2018                      | 12 389                    | 0.99%                     | 0/132                     | —                         | 0/105                     | -                         |